# Васьков, Михаил Сергеевич
Михаи́л Серге́евич Васько́в (род. 4 марта 1994, Дмитров, Московская область) — российский кёрлингист.
Мастер спорта России (кёрлинг, 2015).
В составе мужской сборной России выступал на чемпионате Европы 2018. В составе юниорской сборной России выступал на турнирах смешанных команд и смешанных пар в рамках зимних юношеских Олимпийских игр 2012.
На национальном уровне — чемпион России среди мужчин и среди смешанных команд, обладатель Кубка России среди мужчин.
В «классическом» кёрлинге (команда из 4 человек одного пола) играет в основном на позициях третьего и четвёртого.

## Достижения
- Чемпионат России по кёрлингу среди мужчин: золото (2022), серебро (2017, 2021), бронза (2016, 2018).
- Кубок России по кёрлингу среди мужчин: золото (2020, 2022), серебро (2016[4]), бронза (2023).
- Первенство Европы по кёрлингу среди юниоров: золото (2015).
- Чемпионат России по кёрлингу среди смешанных команд: золото (2022, 2023, 2024), серебро (2021), бронза (2012, 2013).
- Кубок России по кёрлингу среди смешанных команд: золото (2023), бронза (2018, 2023).
- Чемпионат России по кёрлингу среди смешанных пар: бронза (2018, 2020, 2022).
- Кубок России по кёрлингу среди смешанных пар: серебро (2018, 2024).

## Команды
| Сезон                                               | Четвёртый           | Третий              | Второй             | Первый              | Запасной                                                                        | Турниры                                                 |
| --------------------------------------------------- | ------------------- | ------------------- | ------------------ | ------------------- | ------------------------------------------------------------------------------- | ------------------------------------------------------- |
| 2009—10                                             | Владислав Чернобаев | Михаил Васьков      | Дмитрий Антипов    | Александр Коршунов  | Павел Мишин                                                                     | ЧРМ 2010 (11 место) (3 место гр. Б)                     |
| 2010—11                                             | Михаил Васьков      | Александр Коршунов  | Алексей Куликов    | Дмитрий Антипов     | Павел Мишин                                                                     | КРМ 2010 (13 место)                                     |
| 2011—12                                             | Михаил Васьков      | Алексей Куликов     | Александр Коршунов | Павел Мишин         | Кирилл Савенков                                                                 | ЧРМ 2012 (10 место) (2 место гр. Б)                     |
| 2012—13                                             | Михаил Васьков      | Алексей Куликов     | Александр Коршунов | Павел Мишин         |                                                                                 | ЧРМ 2013 (12 место) (4 место гр. Б)                     |
| 2013—14                                             | Михаил Васьков      | Александр Коршунов  | Алексей Куликов    | Павел Мишин         |                                                                                 | КРМ 2013 (5 место)                                      |
| 2013—14                                             | Михаил Васьков      | ?                   | ?                  | ?                   |                                                                                 | ЧРМ 2014 (9 место) (1 место гр. Б)                      |
| 2014—15                                             | Михаил Васьков      | ?                   | ?                  | ?                   |                                                                                 | КРМ 2014 (12 место)                                     |
| 2014—15                                             | Артур Али           | Тимур Гаджиханов    | Александр Кузьмин  | Пантелеймон Лаппо   | Михаил Васьков тренер: Михаил Брусков                                           | ПЕЮ 2015                                                |
| 2014—15                                             | Артур Али           | Тимур Гаджиханов    | Александр Кузьмин  | Михаил Васьков      | Пантелеймон Лаппо тренер: Михаил Брусков                                        | ЧМЮ 2015 (9 место)                                      |
| 2015—16                                             | Александр Ерёмин    | Михаил Васьков      | Алексей Тузов      | Алексей Куликов     |                                                                                 | ЧРМ 2016                                                |
| 2016—17                                             | Александр Ерёмин    | Михаил Васьков      | Алексей Тузов      | Алексей Куликов     | Кирилл Савенков                                                                 | КРМ 2016                                                |
| 2016—17                                             | Михаил Васьков      | Александр Ерёмин    | Алексей Тузов      | Алексей Куликов     | Пётр Кузнецов                                                                   | ЧРМ 2017                                                |
| 2017—18                                             | Михаил Васьков      | Алексей Тузов       | Пётр Кузнецов      | Алексей Куликов     |                                                                                 | КРМ 2017 (5 место)                                      |
| 2017—18                                             | Александр Ерёмин    | Алексей Куликов     | Алексей Тузов      | Михаил Васьков      | Пётр Кузнецов                                                                   | ЧРМ 2018                                                |
| 2018—19                                             | Михаил Васьков      | Алексей Тузов       | Пётр Кузнецов      | Алексей Куликов     | Антон Калалб (ЧЕ) тренеры: Александр Козырев (ЧЕ, ЧРМ), Анна Грецкая (ЧЕ, ЧРМ)  | ЧЕ 2018 (7 место) КРМ 2018 (9 место) ЧРМ 2019 (5 место) |
| 2019—20                                             | Михаил Васьков      | Алексей Куликов     | Пётр Кузнецов      | Кирилл Савенков     |                                                                                 | КРМ 2019 (10 место)                                     |
| 2020—21                                             | Александр Ерёмин    | Михаил Васьков      | Алексей Тузов      | Алексей Куликов     | Кирилл Савенков (КРМ), Пётр Кузнецов (ЧРМ) тренеры: А.Д. Грецкая, Д.Н. Степанов | КРМ 2020 · ЧРМ 2020 (5 место)                           |
| 2020—21                                             | Михаил Васьков      | Алексей Тузов       | Пётр Кузнецов      | Алексей Куликов     | Кирилл Савенков тренеры: А.Д. Грецкая, Д.Н. Степанов                            | ЧРМ 2021                                                |
| 2021—22                                             | Александр Ерёмин    | Михаил Васьков      | Алексей Тузов      | Алексей Куликов     | Пётр Кузнецов тренеры: А.Д. Грецкая, Д.Н. Степанов                              | ЧРМ 2022                                                |
| 2022—23                                             | Михаил Васьков      | Александр Ерёмин    | Алексей Тузов      | Алексей Куликов     | Пётр Кузнецов тренеры: А.Д. Грецкая (КРМ, ЧРМ), Д.Н. Степанов (ЧРМ)             | КРМ 2022 · ЧРМ 2023 (6 место)                           |
| 2023—24                                             | Михаил Васьков      | Александр Ерёмин    | Алексей Тузов      | Алексей Куликов     | Пётр Кузнецов тренер: А.Д. Грецкая                                              | КРМ 2023                                                |
| 2023—24                                             | Михаил Васьков      | Александр Ерёмин    | Алексей Тузов      | Пётр Кузнецов       | Кирилл Суровов тренеры: В.Н. Гудин, А.Д. Грецкая                                | ЧРМ 2024 (4 место)                                      |
| 2024—25                                             | Михаил Васьков      | Алексей Филиппов    | Илья Шишлов        | Глеб Ямбулатов      | Матвей Семёнов тренеры: Д.Н. Степанов, А.Д. Грецкая                             | КРМ 2024 (6 место)                                      |
| 2023—24                                             | Михаил Васьков      | Алексей Стукальский | Алексей Филиппов   | Матвей Семёнов      | Глеб Ямбулатов тренеры: Д.Н. Степанов, А.Д. Грецкая                             | ЧРМ 2025 (7 место)                                      |
| Кёрлинг среди смешанных команд (mixed curling)      |                     |                     |                    |                     |                                                                                 |                                                         |
| 2008—09                                             | Владислав Чернобаев | Анна Грецкая        | Михаил Васьков     | Анастасия Москалёва | тренер: Анна Грецкая                                                            | ЧРСК 2009 (11 место)                                    |
| 2009—10                                             | Владислав Чернобаев | Марина Калинина     | Михаил Васьков     | Анастасия Москалёва | Владислав Снопов, Марина Веренич тренеры: А.Д. Грецкая, Д.Н. Степанов           | КРСК 2009 (15 место)                                    |
| 2009—10                                             | Марина Калинина     | Михаил Васьков      | Дарья Морозова     | Александр Коршунов  | Елена Ушакова Алексей Куликов                                                   | ЧРСК 2010 (9 место)                                     |
| 2010—11                                             | Владислав Чернобаев | Марина Калинина     | Михаил Васьков     | Анастасия Москалёва | Александр Коршунов, Марина Веренич                                              | КРСК 2010 (5 место)                                     |
| 2010—11                                             | Михаил Васьков      | Анастасия Москалёва | Александр Коршунов | Марина Веренич      | Алексей Куликов                                                                 | ЧРСК 2011 (7 место)                                     |
| 2011—12                                             | Михаил Васьков      | Анастасия Москалёва | Александр Коршунов | Марина Веренич      | тренер: Анна Грецкая (ЗЮОИ)                                                     | ЗЮОИ 2012 (11 место) · ЧРСК 2012                        |
| 2012—13                                             | Михаил Васьков      | Анастасия Москалёва | Александр Коршунов | Марина Веренич      |                                                                                 | КРСК 2012 (9 место) · ЧРСК 2013                         |
| 2013—14                                             | Михаил Васьков      | Анастасия Москалёва | Александр Коршунов | Марина Веренич      |                                                                                 | ЧРСК 2014 (11 место)                                    |
| 2014—15                                             | Михаил Васьков      | Анастасия Москалёва | Александр Коршунов | Марина Веренич      |                                                                                 | КРСК 2014 (11 место)                                    |
| 2014—15                                             | Михаил Васьков      | ?                   | ?                  | ?                   |                                                                                 | ЧРСК 2015 (11 место)                                    |
| 2015—16                                             | Михаил Васьков      | ?                   | ?                  | ?                   |                                                                                 | КРСК 2015 (5 место)                                     |
| 2015—16                                             | Михаил Васьков      | ?                   | ?                  | ?                   |                                                                                 | ЧРСК 2016 (5 место)                                     |
| 2018—19                                             | Михаил Васьков      | ?                   | ?                  | ?                   |                                                                                 | КРСК 2016 (7 место)                                     |
| 2016—17                                             | Михаил Васьков      | Анастасия Москалёва | Алексей Куликов    | Дарья Стёксова      |                                                                                 | ЧРСК 2017 (7 место)                                     |
| 2017—18                                             | Анастасия Москалёва | Михаил Васьков      | Ольга Котельникова | Алексей Куликов     |                                                                                 | ЧРСК 2018 (9 место)                                     |
| 2018—19                                             | Михаил Васьков      | Влада Румянцева     | Алексей Тузов      | Дарья Морозова      |                                                                                 | КРСК 2018                                               |
| 2018—19                                             | Михаил Васьков      | Ольга Котельникова  | Пётр Кузнецов      | Дарья Стёксова      |                                                                                 | ЧРСК 2019 (4 место)                                     |
| 2019—20                                             | Михаил Васьков      | Влада Румянцева     | Пётр Кузнецов      | Анастасия Мищенко   | тренеры: А.Д. Грецкая, Т.А. Лукина                                              | ЧРСК 2020 (4 место)                                     |
| 2020—21                                             | Михаил Васьков      | Ольга Котельникова  | Алексей Тузов      | Дарья Морозова      |                                                                                 | ЧРСК 2021                                               |
| 2021—22                                             | Михаил Васьков      | Анастасия Москалёва | Александр Ерёмин   | Дарья Морозова      | тренеры: Т.А. Лукина, А.Д. Грецкая                                              | ЧРСК 2022                                               |
| 2022—23                                             | Михаил Васьков      | Анастасия Москалёва | Александр Ерёмин   | Дарья Морозова      | тренер: Татьяна Лукина                                                          | КРСК 2022 (4 место)                                     |
| 2022—23                                             | Михаил Васьков      | Дарья Морозова      | Александр Ерёмин   | Анастасия Москалёва | тренер: Татьяна Лукина                                                          | ЧРСК 2023                                               |
| 2023—24                                             | Михаил Васьков      | Ирина Рязанова      | Александр Ерёмин   | Анастасия Мищенко   | тренеры: А.Д. Грецкая, Д.Н. Степанов                                            | КРСК 2023                                               |
| 2023—24                                             | Михаил Васьков      | Ирина Рязанова      | Александр Ерёмин   | Анастасия Мищенко   | тренеры: В.Н. Гудин, А.В. Стукальский                                           | ЧРСК 2024                                               |
| 2024—25                                             | Михаил Васьков      | Анастасия Москалёва | Кирилл Суровов     | Анастасия Мищенко   | тренер: А.Д. Грецкая                                                            | КРСК 2024                                               |
| Кёрлинг среди смешанных пар (mixed doubles curling) |                     |                     |                    |                     |                                                                                 |                                                         |
| 2011—12                                             | Михаил Васьков      | Zuzana Hrůzová      |                    |                     |                                                                                 | ЗЮОИ 2012 (5 место)                                     |
| 2012—13                                             | Михаил Васьков      | Анастасия Москалёва |                    |                     |                                                                                 | КРСП 2012 (9 место) ЧРСП 2013 (5 место)                 |
| 2013—14                                             | Михаил Васьков      | Анастасия Москалёва |                    |                     |                                                                                 | КРСП 2013 (5 место) ЧРСП 2014 (5 место)                 |
| 2014—15                                             | Михаил Васьков      | Анастасия Москалёва |                    |                     |                                                                                 | ЧРСП 2015 (9 место)                                     |
| 2015—16                                             | Михаил Васьков      | Влада Румянцева     |                    |                     |                                                                                 | КРСП 2015 (23 место)                                    |
| 2015—16                                             | Михаил Васьков      | Ольга Котельникова  |                    |                     |                                                                                 | ЧРСП 2016 (9 место)                                     |
| 2016—17                                             | Анастасия Москалёва | Михаил Васьков      |                    |                     |                                                                                 | ЧРСП 2017 (13 место)                                    |
| 2017—18                                             | Дарья Стёксова      | Михаил Васьков      |                    |                     |                                                                                 | ЧРСП 2018                                               |
| 2018—19                                             | Дарья Стёксова      | Михаил Васьков      |                    |                     |                                                                                 | КРСП 2018 · ЧРСП 2019 (6 место)                         |
| 2019—20                                             | Екатерина Толстова  | Михаил Васьков      |                    |                     |                                                                                 | КРСП 2019 (17 место)                                    |
| 2019—20                                             | Дарья Стёксова      | Михаил Васьков      |                    |                     |                                                                                 | ЧРСП 2020                                               |
| 2020—21                                             | Дарья Стёксова      | Михаил Васьков      |                    |                     |                                                                                 | КРСП 2020 (7 место)                                     |
| 2020—21                                             | Дарья Морозова      | Михаил Васьков      |                    |                     |                                                                                 | ЧРСП 2021 (6 место)                                     |
| 2021—22                                             | Дарья Морозова      | Михаил Васьков      |                    |                     | тренеры: А.Д. Грецкая, Д.Н. Степанов                                            | ЧРСП 2022                                               |
| 2022—23                                             | Дарья Морозова      | Михаил Васьков      |                    |                     | тренер: Т.А. Лукина                                                             | КРСП 2022 (16 место) ЧРСП 2023 (7 место)                |
| 2023—24                                             | Дарья Морозова      | Михаил Васьков      |                    |                     | тренеры: А.Д. Грецкая, Д.Н. Степанов                                            | КРСП 2023 (4 место)                                     |
| 2023—24                                             | Дарья Морозова      | Михаил Васьков      |                    |                     | тренеры: В.Н. Гудин, А.Д. Грецкая                                               | ЧРСП 2024 (9 место)                                     |
| 2024—25                                             | Дарья Морозова      | Михаил Васьков      |                    |                     | тренеры (ЧРСП): В.Н. Гудин, А.Д. Грецкая                                        | КРСП 2024 · ЧРСП 2025 (8 место)                         |

(скипы выделены полужирным шрифтом)